# Yokosuka Ro-go Ko-gata
Lo Yokosuka Ro-go Ko-gata (?) era un idroricognitore a scarponi, monomotore biplano sviluppato dall'ufficio di progettazione giapponese Kūgishō, il Primo arsenale tecnico aeronavale di Yokosuka, nei tardi anni dieci del XX secolo e prodotto, oltre che dallo stesso, anche su licenza dalla Aichi Tokei Denki KK e dalla Nakajima Hikōki KK nel corso degli anni venti.
Uno dei primi modelli di concezione giapponese ad entrare in produzione, verrà costruito in 218 esemplari che furono utilizzati dalla Dai-Nippon Teikoku Kaigun Kōkū Hombu, la componente aerea della Marina imperiale giapponese, durante le fasi finali della prima guerra mondiale rimanendo in servizio, nell'aviazione civile, fino al 1928.

## Storia del progetto
Con lo sviluppo dell'arma aerea e la conseguente necessità delle forze armate dell'Impero del Giappone di adeguare le proprie potenzialità militari a quanto era in corso in quegli anni all'estero, nel 1913 le autorità militari della Marina Imperiale decisero di coinvolgere l'arsenale di Yokosuka nella produzione dei velivoli che andarono a costituire la propria flotta aerea, costruendo inizialmente molti idrovolanti di concezione francese, sviluppati dalla Société des avions Henri & Maurice Farman, e statunitense, sviluppati dalla Curtiss Aeroplane and Motor Company. In seguitò continuò a produrre modelli su licenza, tra cui molti Farman e diversi Short Type 184 di concezione britannica, ma iniziando a sfruttare l'esperienza acquisita per dare inizio allo sviluppo di progetti autonomi dei quali molti concretizzatisi in prototipi.
Nel 1917 Chikuhei Nakajima, capo progettista della divisione aeronautica dell'Arsenale di Yokosuka, avviò lo sviluppo di un idrovolante da ricognizione di nuovo disegno. Il velivolo riproponeva l'impostazione classica dei modelli che l'avevano preceduto, idro di tipo "a scarponi", monomotore a velatura biplana dalla cellula con struttura in legno ricoperta da tela trattata. Caratterizzato dalla fusoliera a due abitacoli aperti e separati posizionati in tandem, uno destinato al pilota ed il secondo all'osservatore-mitragliere, era collegata ai due grandi galleggianti tramite un'incastellatura tubolare ventrale. Le ali, collegate tra loro da una tripla coppia di montanti per lato integrati da tiranti in cavetto d'acciaio, potevano essere ripiegate all'indietro per facilitare le operazioni di hangaraggio ed integravano, al di sotto dell'ala inferiore, due piccoli galleggianti, uno per lato, con funzione equilibratrice.
Il prototipo, equipaggiato con un motore radiale Salmson raffreddato a liquido da 140 hp (104 kW), venne portato in volo per la prima volta all'inizio del 1918. Le prove di volo che si susseguirono confermarono le aspettative di Nakajima rivelando buone prestazioni generali e, valutato positivamente dalla commissione della Marina Imperiale, venne avviato alla produzione in serie con la designazione Ro-go Ko-gata.
Inizialmente motorizzato con un Salmson da 200 hp (149 kW), il Ro-go Ko-gata venne in seguito e per la maggior parte degli esemplari equipaggiato con l'8 cilindri a V raffreddato a liquido Mitsubishi Hi, una versione prodotta localmente su licenza dalla Mitsubishi dell'Hispano-Suiza 8.
Al termine della produzione, cessata nel 1924, il totale degli esemplari costruiti ammontò a 218 unità, 32 realizzati dall'Arsenale di Yokosuka, 80 dalla Aichi e 106 dalla Nakajima Hikōki KK, diventando così il primo modello tra quelli sviluppati e costruiti in Giappone ad essere prodotto in grande serie per la Marina Imperiale giapponese.

## Impiego operativo
Il Ro-go Ko-gata, assieme all'Hansa-Brandenburg W.29 prodotto localmente su licenza, entrò in servizio nei reparti da ricognizione aerea della Marina Imperiale nel corso del 1918 rimpiazzando progressivamente gli oramai obsoleti modelli Farman a configurazione spingente. Tre dei primi esemplari consegnati vennero in seguito modificati per consentire missioni a lungo raggio sostituendo uno dei due abitacoli con un serbatoio di combustibile supplementare. In questa configurazione, il 20 aprile 1919, uno degli esemplari riuscì a percorrere l'allora distanza record di 1 300 km (702 nmi) nel tempo di 11 h 35 min.
Il Ro-go Ko-gata, che nel 1923 in base a nuove disposizioni assunse la nuova designazione idrovolante da ricognizione tipo Yokosho, rimase in servizio in larga scala fino al 1926. Una volta radiati dal servizio molti esemplari vennero venduti sul mercato dall'aviazione civile e finirono la loro carriera volando nel ruolo di aereo postale per il quale furono impiegati fino al 1928.

## Utilizzatori
Giappone
- Dai-Nippon Teikoku Kaigun Kōkū Hombu